# Немања Текијашки
Немања Текијашки (Панчево, 2. март 1997) српски је професионални фудбалер који тренутно наступа за ФК Јаблонец (чеш. FK Jablonec) , чешки фудбалски клуб из Јаблонеца, који се такмичи у Првој лиги Чешке Републике. Висок је 186 центиметара и игра у одбрани.

## Каријера

### Железничар Панчево
Као рођени Панчевац, Текијашки је прошао млађе узрасте локалног Динама, где се задржао све до лета 2014. године. Исте године, 8. августа, прешао је у редове градског ривала Железничара, који се такмичио у тадашњој банатској зони. Текијашки је током сезоне 2014/15. углавном наступао за млади тим овог клуба, да би по преласку у виши ранг такмичења приступио првој екипи. Наредне сезоне Текијашки је као бонус играч забележио 24 наступа у српској лиги Војводине, постигавши један погодак, да би у сезони 2016/17. наступио 27 пута и такође забележио један погодак. Текијашки је за клуб наступао до краја 2017. године, а у првом делу сезоне 2017/18. на 13 лигашких утакмица постигао је два гола, у победама над екипама Дунава из Старих Бановаца и Радничког из Сремске Митровице. У извештајима Спортског журнала оба пута бивао је проглашаван играчем утакмице. Поред лигашког дела сезоне, Текијашки је наступао на куп утакмицама на територији градског фудбалског савеза Панчева.

### Спартак Суботица

#### Сезона 2017/18: професионални уговор
Почетком 2018, Текијашки је приступио суботичком Спартаку. Доведен је као алтернатива штоперском тандему Керкез-Ћаласан, након одласка нешто искуснијег Александра Радовановића у редове новосадске Војводине. Свој први професионални уговор, Текијашки је потписао 17. јануара 2018, обавезавши се том приликом на троипогодишњи период овом клубу. Дебитантски наступ у Суперлиги Србије Текијашки је забележио 18. фебруара исте године, ушавши у игру уместо повређеног Немање Ћаласана у 41. минуту утакмице против крушевачког Напретка. Наредну утакмицу, против Црвене звезде, почео је у пару са Дејаном Керкезом. Иако је, услед недовољно искуства у највишем рангу такмичења, скривио по један једанаестерац на обе утакмице, извођачи казнених удараца нису били прецизни. Текијашки је, касније, заменио повређеног Дејана Керкеза у поразу од Земуна на домаћем терену, док је у наредном колу одиграо свих 90 минута утакмице против екипе Радничког у Нишу, коју је Спартак добио резултатом 2:0. Након неколико кола проведених на клупи за резервне играче, Текијашки је одиграо целу утакмицу против Војводине у Новом Саду, где је Спартак, такође, победио резултатом 2-0. Обе утакмице Текијашки је одиграо у пару са Немањом Ћаласаном. Током утакмице против Напретка, 25. априла 2018, Текијашки је ушао у игру уместо Андрије Вукчевића и заузео место левог бека. Почетком маја исте године, неко време је провео ван такмичарске екипе услед лакше повреде. Текијашки је у сезони 2017/18. забележио укупно 9 наступа за Спартак у Суперлиги Србије. Освојивши четврто место на коначној табели првенства, Текијашки се са екипом пласирао у квалификације за Лигу Европе у сезони 2018/19.

#### Сезона 2018/19: квалификације за Лигу Европе
На почетку квалификација за Лигу Европе, Текијашки је обе утакмице првог кола, против Колерејна из Северне Ирске, провео на клупи за резервне играче. Свој први наступ у новој сезони уписао је у победи над Мачвом из Шапца на отварању сезоне 2018/19. у Суперлиги Србије, када је наступио на позицији десног бека. Неколико дана касније, Текијашки је одиграо своју прву континенталну утакмицу у дресу Спартака, када је на истој позицији наступио у првој утакмици другог кола квалификација, против прашке Спарте, 26. јула 2018. Он је, затим, одиграо и реванш сусрет против исте екипе у Прагу, а потом и обе утакмице против Брондбија, након којих је Спартак елиминисан из даљег такмичења у квалификацијама за Лигу Европе. У наставку сезоне, Текијашки је до краја календарске 2018. године забележио укупно 20 такмичарских наступа, на позицијама штопера и десног бека, забележивши асистенцију на утакмици 17. кола Суперлиге, у победи над Бачком из Бачке Паланке, резултатом 3:0. Текијашки је већи највећи део сезоне одиграо као десни дек екипе, док је на претпоследњем сусрету у сезони, против Динама у Врању, наступио као штопер и добио 8. жути картон. На тај начин је суспендован за наредну утакмицу, те је пропустио затварање сезоне, против Вождовца.

## Репрезентација
Текијашки се, у октобру 2018, нашао на списку играча селекције до 23 године старости, под вођством Милана Обрадовића, за пријатељску утакмицу против репрезентације Француске у узрасту до 20 година. Он је ту утакмицу, одиграну 15. октобра 2018, почео на клупи за резервне играче, а на терен је ушао у 79. минуту, када је заменио Александра Вукотића.

## Статистика

#### Клупска
Ажурирано 20. маја 2021.
|                    |          |                       |     |   |   |   |   |   |   |   |     |   |  |  |
| Железничар Панчево | 2015/16. | Српска лига Војводина | 24  | 1 | — | — | — | — | — | — | 24  | 1 |  |  |
| Железничар Панчево | 2016/17. | Српска лига Војводина | 27  | 1 | — | — | — | — | — | — | 27  | 1 |  |  |
| Железничар Панчево | 2017/18. | Српска лига Војводина | 13  | 2 | — | — | — | — | 2 | 0 | 15  | 2 |  |  |
| Железничар Панчево | Укупно   | Укупно                | 64  | 4 | — | — | — | — | 2 | 0 | 66  | 4 |  |  |
|                    |          |                       |     |   |   |   |   |   |   |   |     |   |  |  |
| Спартак Суботица   | 2017/18. | Суперлига Србије      | 9   | 0 | — | — | — | — | — | — | 9   | 0 |  |  |
| Спартак Суботица   | 2018/19. | Суперлига Србије      | 30  | 0 | 0 | 0 | 4 | 0 | — | — | 34  | 0 |  |  |
| Спартак Суботица   | 2019/20. | Суперлига Србије      | 28  | 1 | 1 | 0 | — | — | — | — | 29  | 1 |  |  |
| Спартак Суботица   | 2020/21. | Суперлига Србије      | 34  | 1 | 3 | 0 | — | — | — | — | 37  | 1 |  |  |
| Спартак Суботица   | Укупно   | Укупно                | 101 | 2 | 4 | 0 | 4 | 0 | — | — | 109 | 2 |  |  |
|                    |          |                       |     |   |   |   |   |   |   |   |     |   |  |  |
| Каријера           | Каријера | Каријера              | 165 | 6 | 4 | 0 | 4 | 0 | 2 | 0 | 175 | 6 |  |  |
|                    |          |                       |     |   |   |   |   |   |   |   |     |   |  |  |